# Mackenzie Hunt
Mackenzie Hunt (Liverpool, 14 de noviembre de 2001) es un futbolista británico, nacionalizado emiratí, que juega en la demarcación de centrocampista para el F. C. Baniyas de la UAE Pro League.

## Selección nacional
Hizo su debut con la selección de fútbol de Emiratos Árabes Unidos el 5 de septiembre de 2024 en un encuentro de clasificación para la Copa Mundial de Fútbol de 2026 contra Catar que finalizó con un resultado de 1-3 a favor del combinado emiratí tras un gol de Ibrahim Al-Hassan para Catar, y de Khaled Ibrahim y Harib Abdalla para el combinado emiratí.

## Clubes
| Club                 | País       | Año       | Partidos | Goles |
| -------------------- | ---------- | --------- | -------- | ----- |
| Fleetwood Town F. C. | Inglaterra | 2024-2025 | 40       | 1     |
| F. C. Baniyas        | EAU        | 2025-     |          |       |